# Lorenzo Fernández
Lorenzo Fernández (* 20. Mai 1900 in Galicien, Spanien oder in Montevideo, Uruguay; † 16. November 1973 in Montevideo) war ein uruguayischer Fußballspieler und -trainer.

## Karriere als Spieler

### Verein
Entgegen anderen Quellenangaben, wonach er im spanischen Redondela am 20. März 1901 geboren sei, wird berichtet, Fernandéz sei am 20. Mai 1900 in Montevideos Calle Colón (zwischen Piedras und 25 de agosto) zur Welt gekommen.
Der el Gallego und el Patrón genannte 1,73 Meter große Fernández war ein sehr defensivstarker, aber durchaus mit technischen Fähigkeiten ausgestatteter, kraftvoller und mental starker Spieler, der vor allem auf der Mittelläufer-Position zu Hause war. Luciano Álvarez beschreibt Fernández als einen Sohn des Hafens, wo er mit seinem Vater und seinen zahlreichen Brüdern als Gepäckträger arbeitete. Er sei jemand gewesen, der wenig Spaß verstand, keinen Sinn für Humor gehabt habe und genauso ernsthaft Fußball spielte wie er lebte. Zudem wird er als temperamentvoll, mutig aber auch ein bisschen einfach gestrickt und naiv bezeichnet. Der Masseur Nacionals Juan Kirschberg äußerte sich einst dahingehend, dass immer, wenn er Fernández massierte, den Eindruck gehabt habe, einen Laternenpfahl zu massieren. Fernández’ Beine seien wie aus Eisen geflochtene Muskelmassen gewesen.
Mit 14 Jahren begann er mit dem Fußballspielen beim in der Tercera Extra der AUF antretenden Verein Capurro. Zur Zeit der Aufspaltung der Organisationsstruktur des uruguayischen Fußballs in die Verbände AUF und FUF trat er dann für den Club Atlético Wanderers an und wurde dort 1923 uruguayischer Meister der FUF. Im Folgejahr kehrt er zu Capurro zurück.
1927 stieß Fernández zu Peñarol Montevideo und spielte dort bis 1935. Eine andere Quelle nennt den Zugehörigkeitszeitraum 1928 bis 1936. In dieser Zeit wurden die Aurinegros in den Jahren 1928, 1929, 1932 und 1935 uruguayischer Meister. Bei Peñarol bildete er an der Seite von Silva und Gestido in der Abwehr den berühmten sogenannten eisernen Vorhang (cortina metálica). 1928 hatte er das Amt des Mannschaftskapitäns inne, wurde jedoch im Folgejahr als solcher von Gestido abgelöst. Zwar war er weiterhin dessen Stellvertreter, jedoch traf dies den Stolz des Spielers und bildete vermutlich den Auslöser zu einer in der Folge zwischen diesen beiden bestehenden Rivalität. Auch sonst war die Karriere des Lorenzo Fernandéz ständig von Konflikten begleitet. 1929, während eines Spiels der Copa Uruguaya gegen Bella Vista, endete eine Auseinandersetzung für ihn auf dem Polizeirevier. Ebenfalls fand seine Zeit bei Peñarol 1935 durch Auflösung seines Vertrages infolge eines disziplinarischen Problems ihr Ende.
1936 zog Fernández sich nach einer mit River Plate Montevideo absolvierten Frankreich-Tournee vom Fußballsport zurück. 1938 und 1939 schloss er sich aber nochmals Defensor Sporting an.

### Nationalmannschaft
Der Abwehrspieler Fernández gewann mit der uruguayischen Fußballnationalmannschaft bei den Olympischen Spielen 1928 die Goldmedaille, die Fußball-Weltmeisterschaft 1930 im eigenen Land sowie 1926 und 1935 das Campeonato Sudamericano. Auch 1927 und 1929 nahm er an den Südamerikameisterschaften teil. Er bestritt vom 18. Juli 1925 bis zum 27. Januar 1935 31 Länderspiele, in denen er vier Tore erzielte.

## Trainertätigkeit
Vom 25. September 1939 bis 1941 trainierte Fernández die Mannschaft von Liverpool Montevideo. 1942 übernahm er das Traineramt bei Peñarol. Obwohl die Mannschaft nicht schlecht abschnitt, wurde der Vertrag jedoch gelöst. Dies gipfelte in Streitigkeiten, die zum Rücktritt des seinerzeitigen Vereinspräsidenten Dr. Bolívar Baliñas führten. Sodann war er erneut von 1945 bis Januar 1947 und von 1949 bis 1951 Trainer von Liverpool Montevideo. Bei der 1:2-Niederlage im Freundschaftsspiel gegen Argentinien am 10. Oktober 1956 debütierte er als Nationaltrainer Uruguays. Spätestens Mitte März 1957 war er in dieser Funktion bereits durch Juan López ersetzt worden.

## Erfolge
- Olympiasieger: 1928
- Weltmeister: 1930
- 2× Südamerikameister: 1926, 1935
- 5× Uruguayischer Meister: 1923 (FUF), 1928, 1929, 1932 und 1935

## Sonstiges
Das Konterfei Fernández’ zierte im Jahr 2002 eine Briefmarke der uruguayischen Post.